# رودجر جاكوبس
رودجر جاكوبس (بالإنجليزية: Rodger Jacobs)‏ هو كاتب وكاتب العمود ومنتج أفلام وصحفي وكاتب سيناريو وكاتب مسرحي أمريكي، ولد في 12 مارس 1959 في سان فرانسيسكو في الولايات المتحدة، وتوفي في 5 يوليو 2016 في لوس أنجلوس في الولايات المتحدة.

## وصلات خارجية
- الموقع الرسمي
- رودجر جاكوبس على موقع IMDb (الإنجليزية)
- رودجر جاكوبس على موقع أول موفي (الإنجليزية)
- رودجر جاكوبس على موقع قاعدة بيانات الفيلم (الإنجليزية)
- رودجر جاكوبس على موقع كينوبويسك (الروسية)